# William Daniels
William Daniels (født 31. marts 1927) er en amerikansk skuespiller, der har medvirket i en lang række film og tv-serier.

## Udvalgte tv-serier
- McCloud (1973, 1976)
- Knight Rider (stemme) (1982-86)
- Kim Possible (2004)
- Kongen af Queens (2004)
- Billy og Mandy (2005)
- The Closer (2006)
- Boston Legal (2008)
- Greys hvide verden (2012)

## Udvalgt filmografi
- Fagre voksne verden (1969)
- Den Blå Lagune (1980)
- Reds (1981)
- The Benchwarmers (2006)
- Blades of Glory (2007)